# Area metropolitana di Detroit

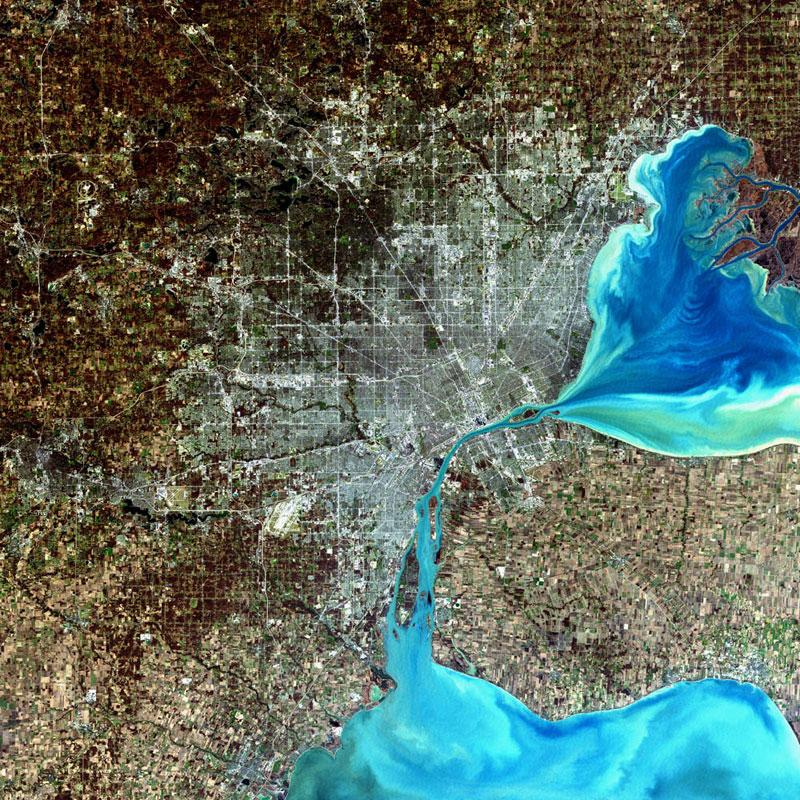
Vista satellitare

L'area metropolitana di Detroit è un'area metropolitana statunitense che comprende Detroit e numerosi centri abitati limitrofi, di cui i maggiori sono i seguenti

## Oltre gli80 000abitanti
- Canton Township
- Clinton Charter Township
- Dearborn
- Livonia
- Sterling Heights
- Troy
- Warren
- Westland

## Fra gli 50 000 e gli80 000abitanti
- Dearborn Heights
- Farmington Hills
- Grosse Pointe
- Macomb Township
- Pontiac
- Redford Township
- Rochester Hills
- Royal Oak
- Saint Clair Shores
- Shelby Township
- Southfield
- Taylor
- Waterford Township
- West Bloomfield Township

## Altri centri abitati
- Allen Park
- Auburn Hills
- Berkley
- Birmingham
- Bloomfield Hills
- Bloomfield Township
- Clawson
- Eastpointe
- Ecorse
- Ferndale
- Gibraltar
- Grosse Île
- Grosse Pointe
- Hamtramck
- Harper Woods
- Harrison Township
- Hazel Park
- Highland Park
- Huntington Woods
- Madison Heights
- Mount Clemens
- Northville
- Novi
- Oak Park
- Plymouth
- River Rouge
- Rochester
- Roseville
- Romulus
- Trenton